# Adalto Batista da Silva
Adalto Batista da Silva (* 30. August 1978 in Votuporanga) ist ein ehemaliger brasilianischer Fußballspieler.

## Karriere
Adalto begann seine Karriere 1999 bei América FC (RN). 2000 wechselte er zum uruguayischen Nacional Montevideo. Mit dem Verein wurde er 2000 uruguayischer Meister. 2001 wechselte er zum japanischen Consadole Sapporo. 2002 kehrte er nach Brasilien zurück. Hier unterschrieb er einen Vertrag bei SE Palmeiras. 2003 wurde er an den türkischen Samsunspor ausgeliehen. Von 2005 bis 2008 war er beim portugiesischen Vitória Setúbal unter Vertrag. 2006 erreichte er das Finale des Taça de Portugal. 2008 gewann er mit dem Verein den Taça da Liga.

## Erfolge
Nacional Montevideo
- Uruguayische Meister: 2000, 2001

Vitória Setúbal
- Portugiesischer Ligapokalsieger: 2007/08